# Balise non directionnelle
Pour les articles homonymes, voir Balise.

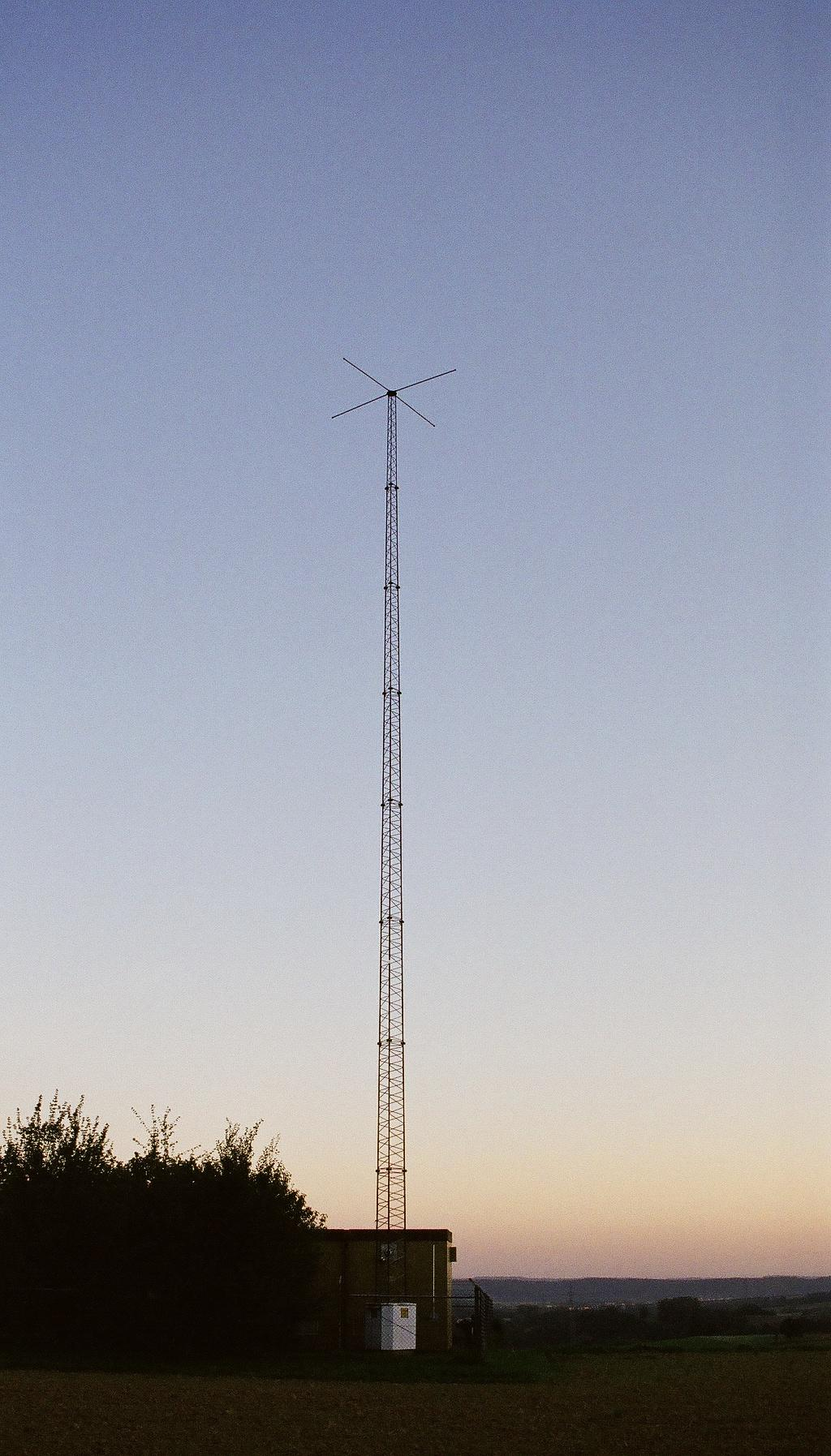
Antenne radio NDB NKR à Leimen-Ochsenbach, Allemagne

Une balise non directionnelle (NDB) est une station radio localisée en un point identifié, et utilisée en tant qu'aide à la navigation aérienne ou maritime. Dans l'aviation, l'emploi de NDB est règlementé par l'annexe 10 de l'OACI qui spécifie que les NDB sont exploitées dans une gamme de fréquences (MF) comprises entre 190 et 1 750 kHz (en France, principalement entre 280 et 450 kHz). Ces radiobalises émettent typiquement deux ou trois lettres déterminées de l'alphabet morse à un intervalle de temps précis (toutes les 15 secondes par exemple) en modulation directe de porteuse (Classe d'émission radio A1A) ou modulation d'amplitude (A2A) par un signal audible 1 020 ou 400 Hz. La plupart émet le reste du temps une porteuse continue (non modulée N0N) permettant la localisation de la balise par radiogoniométrie avec un Radiocompas embarqué. Les antennes NDB sont polarisés verticalement et sont généralement trop courtes pour la résonance à la fréquence à laquelle elles fonctionnent - classiquement 20 m de longueur par rapport à une longueur d'onde d'environ 1000 m. Par conséquent, ces "petites" antennes nécessitent un réseau d'adaptation approprié, un boitier d'accord qui peut être constitué d'une inductance et d'un condensateur pour "accorder" l'antenne. Les antennes verticales NDB peuvent également être dotées couronnées d'une structure en forme de parapluie ou de marguerite conçue pour ajouter une charge à l'extrémité et améliorer son efficacité de rayonnement. Habituellement, un plan de masse ou un contrepoids est prévu sous l'antenne.

Le symbole du NDB sur les cartes aéronautiques, il figure aussi sur les cartes 1/500000 et 1/1000000son indicatif et sa fréquence

Malgré la généralisation des systèmes de navigation VOR et GPS, les NDB continuent à être le système le plus largement utilisé dans le monde.
Ce moyen de radionavigation est le plus souvent implanté en campagne, aux points clefs des régions de contrôle d'approche, comme sur un axe ILS.
Les NDB ont un avantage majeur comparé aux VOR plus sophistiqués : le signal émis NDB suit la courbure de la Terre, il peut donc être capté à de plus grandes distances et à plus basse altitude. Néanmoins, le signal est affecté par les conditions atmosphériques, les terrains montagneux, la réfraction côtière et les orages, notamment sur les longues distances.

Effet possible du relief sur le signal NDB

## Le Récepteur
- Le système permettant la réception du signal NDB est la plupart du temps placé sous le fuselage de l'avion, il est composé d'une antenne protégée par un carénage.
- L'indicateur ADF se présente sous la forme d'une rose graduée de 0 à 360 degrés qui comporte une aiguille indiquant la direction de la station NDB.